# Macroprionus
Macroprionus is een kevergeslacht uit de familie van de boktorren (Cerambycidae). De wetenschappelijke naam van het geslacht werd voor het eerst geldig gepubliceerd in 1900 door Semenov.

## Soorten
Macroprionus is monotypisch en omvat slechts de volgende soort:
- Macroprionus heros (Semenov, 1900)